# Crotalaria friesii
Crotalaria friesii är en ärtväxtart som beskrevs av Frans Verdoorn. Crotalaria friesii ingår i släktet sunnhampor, och familjen ärtväxter. Inga underarter finns listade i Catalogue of Life.